# The Dirty Mac
The Dirty Mac va ser un grup format per John Lennon, Eric Clapton, Keith Richards i Mitch Mitchell que en Lennon va reunir únicament per l'enregistrament de l'especial de televisió dels The Rolling Stones anomenat The Rolling Stones Rock and Roll Circus. Van enregistrar-lo l'11 de desembre del 1968, sent la primera vegada des que es van crear els Beatles, en què Lennon, encara al grup, va tocar en públic sense ells. El nom, una invenció de Lennon, era un joc a partir de Fleetwood Mac, llavors molt populars al Regne Unit.

## Membres
- John Lennon – veu, guitarra (The Beatles)
- Eric Clapton – guitarra (Cream)
- Mitch Mitchell – bateria (The Jimi Hendrix Experience)
- Keith Richards – baix (The Rolling Stones)

Músics addicionals
- Ivry Gitlis – violí
- Yoko Ono – veu a "Whole Lotta Yoko"